# Saut du même au même
L'espressione francese saut du même au même (letteralmente "salto dallo stesso allo stesso") è usata in filologia per indicare una tipologia di errore meccanico compiuto da un amanuense nel copiare un manoscritto.
Il saut du même au même "si verifica quando il copista tralascia involontariamente una parte del testo ‘isolata’ da due espressioni fra loro simili e confondibili": se in un testo ricorre due volte a breve distanza la medesima espressione, oppure se si hanno due parole aventi lo stesso inizio (omeoarco) o la stessa fine (omoteleuto), può capitare che l'amanuense, dopo aver copiato la prima occorrenza della parola o espressione, riprenda a copiare dalla seconda occorrenza; in tal modo tra le due occorrenze viene a crearsi una lacuna.
Lo stesso errore poteva essere commesso da un tipografo, ai tempi della stampa a composizione manuale, copiando da un manoscritto o da un esemplare di un'edizione precedente. Nel gergo tipografico, tale errore è detto "pesce". 
Ad esempio, nella seconda edizione delle Relazioni universali di Giovanni Botero (Ferrara, Benedetto Mammarello, 1593), a p. 33, il compositore saltò la porzione di testo compresa tra "Allemagna" e "Allemagna", che invece era contenuta nella prima edizione (Roma, Georgio Ferrari, 1592):